# سباستيان توريكو
سباستيان توريكو (بالإسبانية: Sebastián Torrico) هو لاعب كرة قدم أرجنتيني في مركز حراسة المرمى، ولد في 22 فبراير 1980 في مندوزا في الأرجنتين. لعب مع أرجنتينوس جونيورز وغودوي كروز ونادي سان لورينزو.

## وصلات خارجية
- سباستيان توريكو على موقع الاتحاد الدولي (مؤرشف)  (الإنجليزية)
- سباستيان توريكو على موقع قاعدة بيانات كرة القدم.إي يو (الإنجليزية)
- سباستيان توريكو على موقع Soccerway.com (الإنجليزية)
- سباستيان توريكو على موقع AS.com (الإسبانية)